# Frederick Reines
Frederick Reines (født 16. marts 1918, død 26. august 1998) var en amerikansk fysiker, der vandt Nobelprisen i fysik i 1995 for opdagelsen af neutrinoen.
I 1941 tog han sin doktorgrad i fysik ved New York University. Han begyndte at arbejde på Los Alamos Scientific Laboratory under ledelse af Richard Feynman, og deltog i Manhattan-projektet til at producere den første atombombe. 